# Tomasz Romanowski
Tomasz Romanowski (ur. 22 lutego 1989 w Stargardzie) – polski zawodnik mieszanych sztuk walki (MMA) wagi półśredniej i średniej. Zwycięzca pierwszej edycji programu „Tylko jeden” oraz zdobywca kontraktu z organizacją KSW, w której zajmuje 7 miejsce w oficjalnym rankingu wagi średniej.

## Życiorys
W młodości trenował jednocześnie piłkę nożną, koszykówkę i zapasy. Po dostaniu się do kadry wojewódzkiej skupił się dalej na popularnym futbolu, co zaowocowało mu powołaniem do młodzieżowej kadry Polski (U-17). Zarabiał na życie pracując za granicą w Niemczech i Irlandii, a po powrocie do kraju jako bramkarz w nocnych klubach.
Ma młodszego brata Sebastiana Romanowskiego, który jest także zawodnikiem MMA.

## Kariera MMA
Obecnie trenuje w klubie Berserker’s Team Poland pod okiem Tomasza Stasiaka oraz Piotra Bagińskiego.

### Wczesna kariera
Romanowski zadebiutował w MMA 18 października 2009 roku. Podczas wydarzenia PAMMAA – Southern Poland Championships przegrał swój pierwszy pojedynek z Mariuszem Radziszewskim przez poddanie (duszenie zza pleców) w drugiej rundzie. Następne dwie walki przegrał również przed czasem.
Kolejne 5 pojedynków Romanowski zwyciężył m.in. z Fabianem Ruehmundem, Dawidem Drobiną, Péterem Guzsvániem, Marcinem Mencelem czy Danielem Skibińskim.

### Walka o tytuł Gladiator Areny
Tommy będąc na fali 5 zwycięstw z rzędu dostał szansę walki o mistrzowski pas federacji Gladiator Areny w wadze półśredniej. Mistrzowski bój odbył 14 listopada 2014 w Pyrzycach podczas gali Gladiator Arena 7, przegrywając walkę niejednogłośną decyzją z Kamilem Szymuszowskim.

### Następne przegrane starcia
13 marca 2015 na gali XCage 7: PLMMA 50 Extra, która odbyła się w Toruniu, przegrał walkę po większościowej decyzji sędziowskiej z przyszłym zawodnikiem UFC, Salimem Touahrim.
25 września 2015 podczas gali Fight Nights Global 41: Dagestan odbywającej się na terenie Rosji w mieście Kaspijsk, przegrał decyzją jednogłośną z tamtejszym krajanem, Gadzhimuradem Chiramagomiedowem.
Po niespełna dwuletniej przerwie zadebiutował w drugiej najlepszej polskiej federacji Fight Exclusive Night (FEN) na edycji nr „18”, jednak uległ po raz czwarty z rzędu walkę na pełnym dystansie, tym razem jego pogromcą okazał się być Igor Michaliszyn.

### Rozkwit kariery
15 czerwca 2018 na gali Silesian MMA Challenge 1 w Mysłowicach technicznie znokautował w pierwszej rundzie debiutującego Łukasza Cieplechowicza.
6 października 2018 powrócił do federacji Gladiator Arena i na gali nr „12” pokonał Pawła Karwowskiego po trzyrundowej bliskiej, niejednogłośnej batalii.
Następnie 18 maja 2019 podczas Victory Fighting Championship League 10 w podobnym stylu wypunktował po trzech rundach niejednogłośnie Piotra Danelskiego.
16 sierpnia 2018 na Babilon MMA 9: Kita vs. Oliveira w Międzyzdrojach szybko odprawił Łukasza Zielonkę, nokautując go ciosem na wątrobę już w pierwszej odsłonie.
26 października 2019 po raz trzeci odbył walkę dla Gladiator Areny. W Pyrzycach na gali Gladiator Arena 13 pojedynek z Michałem Balcerczakiem został uznany za nieodbyty (no contest) w pierwszej rundzie, ze względu na przypadkowy cios Romanowskiego w krocze przeciwnika, po którym Balcerczyk nie był zdolny kontynuować dalszej walki.

### Program „Tylko jeden”
Romanowski jako jeden z dziesięciu uczestników wziął udział w reality show Polsatu pt. „Tylko jeden”. W drugim odcinku programu zrewanżował się po 11 latach Mariuszowi Radziszewskiemu, wygrywając jednogłośną decyzją sędziowską. W półfinale zmierzył się z Marcinem Krakowiakiem (który wracał po zwycięstwie nad Pawłem Kiełkiem); pojedynek jednogłośnie zwyciężył Romanowski. W finale spotkał się po raz drugi z Marcinem Krakowiakiem, którego ponownie pokonał w ten sam sposób. Romanowski zwyciężył program oraz zdobył kontrakt z KSW o wartości 200 000 złotych.

### KSW
10 października 2020 na gali KSW 55: Askham vs. Khalidov 2 udanie zadebiutował dla największej polskiej federacji. Po trzech zaciętych rundach wypunktował jednogłośnie zawodnika z Mołdawii – Iona Surdu.
Drugi pojedynek dla polskiego giganta stoczył 5 czerwca 2021 na gali KSW 61: To Fight or Not To Fight w Gdańsku, rękawice skrzyżował z doświadczonym Czechem – Patrikiem Kinclem. Walkę przegrał przez TKO w drugiej rundzie.
4 września 2021 zawalczył z Chorwatem, Aleksandarem Rakasem podczas wydarzenia KSW 63: Crime of The Century. Pojedynek zwyciężył nokautując rywala lewym sierpowym w pierwszej rundzie. Trzy dni po gali nokaut Romanowskiego na rywalu został wyróżniony bonusem finansowym w kategorii nokaut wieczoru.
Następną walkę miał stoczyć podczas gali KSW 66: Ziółkowski vs. Mańkowski w Szczecinie, jednak dzień przed walką jego występ w starciu z byłym pretendentem do pasa KSW w wadze półśredniej, Krystianem Kaszubowskim został odwołany z powodu problemów zdrowotnych.
19 marca 2022 podczas KSW 68: Parnasse vs. Rutkowski w Radomiu zwyciężył pojedynek z czołowym zawodnikiem kategorii półśredniej, Michałem Pietrzakiem.
W lipcu na KSW 72: Romanowski vs. Grzebyk, która odbyła się po raz pierwszy w Kielcach podjął w klatce byłego podwójnego mistrza FEN w dwóch kategorii wagowych (średniej i półśredniej) Andrzeja Grzebyka. Walka zakończyła się przez techniczny nokaut w pierwszej rundzie na korzyść Romanowskiego, który najpierw trafił mocny lewym sierpowym Grzebyka, po czym ten upadł zamroczony, a następnie szybko w tempo zasypał go dodatkowymi ciosami. To zwycięstwo zapewniło Tommy’emu zgarnięcie po raz drugi bonusu wyróżniającego za nokaut wieczoru. Romanowski przed walką przekroczył limit wagi półśredniej (77 kg) o ponad 3 kg, wnosząc na wagę aż 80,5 kilograma, w związku czym został ukarany odjęciem 50% gaży z wynagrodzenia. Sprawa tyczyła się także bonusu finansowego, z tym że kwota bonusu zostanie przekazana na wskazany przez zawodnika cel charytatywny. Po walce Romanowski ogłosił, że prawdopodobnie przejdzie kategorię wyżej.
10 września 2022 na KSW 74: De Fries vs. Prasel w Ostrowie Wielkopolskim Romanowski oficjalnie przeszedł do wagi średniej, konfrontując się z nr 5 oficjalnego rankingu KSW oraz mistrzem federacji TFL, Cezarym Kęsikiem. Walkę w swoim stylu już w pierwszej odsłonie zwyciężył nokautem Tommy. To zwycięstwo zapewniło Romanowskiemu po raz drugi bonus za nokaut wieczoru.
Podczas pierwszej noworocznej gali XTB KSW 78: Materla vs. Grove 2, która odbyła się 21 stycznia 2023 skrzyżował rękawice z czołowym polskim kick-bokserem, Radosławem Paczuskim. Romanowski wygrał ten pojedynek na punkty. Sędziowie nie byli jednogłośni. Jeden punktował walkę 29-28 dla Paczuskiego, dwaj pozostali jednak w takim samym stosunku dla Romanowskiego. Trzy dni po tej gali KSW dodatkowo nagrodziło obu zawodników bonusem za najlepszą walkę wieczoru.
Na gali XTB KSW 83: Colosseum 2, która odbyła się 3 czerwca 2023 na Stadionie Narodowym w Warszawie przystąpił do walki o pas mistrzowski wagi średniej, mierząc się z były mistrzem organizacji Babilon MMA, Pawłem Pawlakiem. Przegrał przez TKO w piątej rundzie.
W kolejnej walce, którą stoczył 16 grudnia 2023 na XTB KSW 89: Bartosiński vs. Parnasse zmierzył się z Damianem Janikowskim. Przegrał przez jednogłośną decyzję sędziów. Po walce otrzymał bonus za walkę wieczoru.
28 marca 2024 podczas programu Koloseum – Magazyn sportów walki Tomasz Romanowski wraz z Radosławem Paczuskim odebrał statuetkę Herakles w kategorii Walka Roku 2023.
Oczekiwano, że 25 stycznia 2025 podczas gali XTB KSW 102 w Radomiu, zmierzy z Albertem Odzimkowskim. Po wypadnięciu Odzimkowskiego, Romanowski został zdjęty z rozpiski tego wydarzenia.
W walce wieczoru gali XTB KSW 104, która odbyła się 8 marca 2025 w Gorzowie Wielkopolskim, zawalczył z Piotrem Kuberskim o tymczasowy pas mistrzowski wagi średniej. Przegrał w trzeciej rundzie przez techniczny nokaut. Pojedynek obu zawodników nagrodzono bonusem za najlepszą walkę wieczoru. Kilka dni po wydarzeniu organizacja ogłosiła, że Romanowski przedłużył z nią kontrakt na kolejne pojedynki.

## Osiągnięcia i nagrody

### Mieszane sztuki walki
- Tylko jeden
  - 2020: zwycięstwo w pierwszej edycji programu Tylko jeden w wadze półśredniej
- Konfrontacja Sztuk Walki
  - Bonus za nokaut wieczoru (trzy razy) vs. Aleksandar Rakas (2021)[30], Andrzej Grzebyk (2022)[38], Cezary Kęsik (2022)[42]
  - Bonus za walkę wieczoru (trzy razy) vs. Radosław Paczuski (2023)[45], Damian Janikowski (2023)[50], Piotr Kuberski (2025)[57]
- Herakles
  - 2024: Herakles w kategorii Walka Roku 2023 (z Radosławem Paczuskim)[51]

### Brazylijskie jiu-jitsu
- 2011: I Puchar Polski No Gi, kat. -73,49 kg, białe pasy – 3 miejsce[59]
- 2012: Poznań Open GI, kat. -88,3kg, niebieskie pasy – 3 miejsce[60]
- 2014: IV Puchar Polski NO GI, kat. -85,49 kg, purpurowe pasy – 2 miejsce[61]
- 2017: Open GI, kat. -85,5kg, purpurowe pasy – 1 miejsce[62]
- Purpurowy pas[63].

## Lista zawodowych walk w MMA
| Wynik     | Bilans    | Przeciwnik (bilans przed walką)   | Rozstrzygnięcie                       | Runda | Czas | Rozgrywki                               | Data                     | Miejsce             | Uwagi                                                                                                   |
| --------- | --------- | --------------------------------- | ------------------------------------- | ----- | ---- | --------------------------------------- | ------------------------ | ------------------- | --- |
| Przegrana | 18-11 (1) | Piotr Kuberski (15-1)             | TKO (ciosy pięściami)                 | 3     | 4:18 | XTB KSW 104: Kuberski vs. Romanowski    | 08.03.2025               | Gorzów Wielkopolski | Pojedynek o tymczasowy pas mistrzowski KSW w wadze średniej. Bonus za walkę wieczoru. Main Event        |
| Przegrana | 18-10 (1) | Damian Janikowski (9-5)           | Decyzja (jednogłośna)                 | 3     | 5:00 | XTB KSW 89: Bartosiński vs. Parnasse    | 16.12.2023               | Gliwice             | Bonus za walkę wieczoru.                                                                                |
| Przegrana | 18-9 (1)  | Paweł Pawlak (21-4-1)             | TKO (ciosy pięściami w parterze)      | 5     | 3:25 | XTB KSW 83: Colosseum 2                 | 03.06.2023               | Warszawa            | Walka o pas mistrzowski KSW w wadze średniej.                                                           |
| Wygrana   | 18-8 (1)  | Radosław Paczuski (5-0)           | Decyzja (niejednogłośna)              | 3     | 5:00 | XTB KSW 78: Materla vs. Grove 2         | 21.01.2023               | Szczecin            | Bonus za walkę wieczoru. Co-Main Event.                                                                 |
| Wygrana   | 17-8 (1)  | Cezary Kęsik (13-2)               | TKO (lewy sierpowy i ciosy pięściami) | 1     | 3:54 | KSW 74: De Fries vs. Prasel             | 10.09.2022               | Ostrów Wielkopolski | Przejście do wagi średniej. Bonus za nokaut wieczoru.                                                   |
| Wygrana   | 16-8 (1)  | Andrzej Grzebyk (18-5)            | TKO (lewy sierpowy i ciosy pięściami) | 1     | 3:53 | KSW 72: Romanowski vs. Grzebyk          | 23.07.2022               | Kielce              | Bonus za nokaut wieczoru. Main Event                                                                    |
| Wygrana   | 15-8 (1)  | Michał Pietrzak (10-4)            | Decyzja (jednogłośna)                 | 3     | 5:00 | KSW 68: Parnasse vs. Rutkowski          | 19.03.2022               | Radom               | Limit umowny -80 kg. Co-Main Event                                                                      |
| Wygrana   | 14-8 (1)  | Aleksandar Rakas (16-8)           | KO (lewy sierpowy)                    | 1     | 1:59 | KSW 63: Crime of The Century            | 04.09.2021               | Warszawa            | Limit umowny -80 kg. Bonus za nokaut wieczoru.                                                          |
| Przegrana | 13-8 (1)  | Patrik Kincl (23-9)               | TKO (ciosy pięściami w parterze)      | 2     | 3:36 | KSW 61: To Fight or Not To Fight        | 05.06.2021               | Gdańsk/Sopot        | |
| Wygrana   | 13-7 (1)  | Ion Surdu (10-2)                  | Decyzja (jednogłośna)                 | 3     | 5:00 | KSW 55: Askham vs. Khalidov 2           | 10.10.2020               | Łódź                | Debiut w KSW                                                                                            |
| Wygrana   | 12-7 (1)  | Marcin Krakowiak (8-2)            | Decyzja (jednogłośna)                 | 3     | 5:00 | Tylko jeden – odc. 8                    | 01.05.2020 (data emisji) | Warszawa            | Finał programu. Wygrał pierwszą edycję programu „Tylko jeden".                                          |
| Wygrana   | 11-7 (1)  | Marcin Krakowiak (8-1)            | Decyzja (jednogłośna)                 | 3     | 4:00 | Tylko jeden – odc. 6                    | 17.04.2020 (data emisji) | Warszawa            | Półfinał programu.                                                                                      |
| Wygrana   | 10-7 (1)  | Mariusz Radziszewski (17-12-2)    | Decyzja (jednogłośna)                 | 2     | 3:00 | Tylko jeden – odc. 2                    | 13.03.2020 (data emisji) | Warszawa            | Ćwierćfinał programu.                                                                                   |
| Nieodbyta | 9-7 (1)   | Michał Balcerczak (2-1)           | No contest (cios w krocze)            | 1     | 3:38 | Gladiator Arena 13                      | 26.10.2019               | Pyrzyce             | Pojedynek został uznany za nieodbyty po przypadkowym faulu Romanowskiego w stronę rywala. Co-Main Event |
| Wygrana   | 9-7       | Łukasz Zielonka (5-7)             | TKO (cios na wątrobę)                 | 1     | 0:34 | Babilon MMA 9: Kita vs. Oliveira        | 16.08.2019               | Międzyzdroje        | |
| Wygrana   | 8-7       | Piotr Danelski (5-1)              | Decyzja (niejednogłośna)              | 3     | 5:00 | Victory Fighting Championship League 10 | 18.05.2019               | Stargard            | Limit umowny -80 kg.                                                                                    |
| Wygrana   | 7-7       | Paweł Karwowski (3-2-1)           | Decyzja (niejednogłośna)              | 3     | 5:00 | Gladiator Arena 12                      | 06.10.2018               | Pyrzyce             | |
| Wygrana   | 6-7       | Łukasz Cieplechowicz (0-0)        | TKO (uderzenia)                       | 1     | 1:41 | Silesian MMA Challenge 1                | 15.06.2018               | Mysłowice           | |
| Przegrana | 5-7       | Igor Michaliszyn (4-1)            | Decyzja (jednogłośna)                 | 3     | 5:00 | FEN 18: Summer Edition                  | 12.08.2017               | Koszalin            | |
| Przegrana | 5-6       | Gadzhimurad Chiramagomiedow (0-1) | Decyzja (jednogłośna)                 | 3     | 5:00 | Fight Nights Global 41: Dagestan        | 25.09.2015               | Kaspijsk            | |
| Przegrana | 5-5       | Salim Touahri (7-1)               | Decyzja (większościowa)               | 3     | 5:00 | XCage 7: PLMMA 50 Extra                 | 13.03.2015               | Toruń               | |
| Przegrana | 5-4       | Kamil Szymuszowski (10-4)         | Decyzja (niejednogłośna)              | 3     | 5:00 | Gladiator Arena 7                       | 14.11.2014               | Pyrzyce             | Walka o pas mistrzowski Gladiator Arena w wadze półśredniej.                                            |
| Wygrana   | 5-3       | Daniel Skibiński (3-2)            | Decyzja (niejednogłośna)              | 3     | 5:00 | XCage 6 / PLMMA 38 – Toruń              | 05.09.2014               | Toruń               | |
| Wygrana   | 4-3       | Marcin Mencel (5-3-1)             | KO (cios na wątrobę)                  | 1     | 1:31 | A – ArMMAgeddon 1                       | 07.09.2013               | Stargard            | Limit umowny -80 kg.                                                                                    |
| Wygrana   | 3-3       | Péter Guzsván (0-1)               | KO (wysokie kopnięcia na głowę)       | 1     | 1:01 | MMAK – MMA Knockout 1                   | 15.06.2013               | Stargard            | |
| Wygrana   | 2-3       | Dawid Drobina (5-2)               | Decyzja (jednogłośna)                 | 3     | 5:00 | XCage – Extreme Cage 5                  | 17.05.2013               | Toruń               | |
| Wygrana   | 1-3       | Fabian Ruehmund (0-0)             | Poddanie (dźwignia na staw kolanowy)  | 1     | 4:48 | RTC – Rock the Cage 3                   | 29.09.2012               | Greifswald          | |
| Przegrana | 0-3       | Jarosław Strzesak (1-0)           | Poddanie (duszenie zza pleców)        | 2     | 2:24 | PMMA – Professional MMA 1               | 03.12.2011               | Stargard            | |
| Przegrana | 0-2       | Jewgienij Mahteenko (1-1)         | TKO (przerwanie przez lekarza)        | 1     | 3:50 | FCB – Fight Club International          | 07.11.2010               | Berlin              | |
| Przegrana | 0-1       | Mariusz Radziszewski (2-6)        | Poddanie (duszenie zza pleców)        | 2     | 2:18 | PAMMAA – Southern Poland Championships  | 18.10.2009               | Katowice            | Debiut w MMA.                                                                                           |